# Schönewalde

Schönewalde  est une ville de Brandebourg (Allemagne), située dans l'arrondissement d'Elbe-Elster.

## Personnalités liées à la ville
- Gottlieb Wernsdorff (1668-1729), théologien né à Schönewalde.
- Siegbert Horn (1950-2016), kayakiste né à Hartmannsdorf.